# علاج موجه

العلاج الموجه أو العلاج الموجه الجزيئي هو نوع من أنواع الأدوية الذي يوقف نمو الخلايا السرطانية من خلال التداخل مع جزيء موجه خاص ضروري لنمو الورم تكوينه، عوضاً عن التداخل البسيط مع خلايا سريعة الانقسام كما في العلاج الكيميائي المعتاد. ولا يعد العلاج الإشعاعي نوعاً من أنواع العلاج الموجه حتى وإن كان الغرض من أن يكون موجهاً نحو الورم.
العلاجات الموجه للسرطان يفترض أنها ستكون أكثر فعالية وأقل ضرراً للخلايا الطبيعية من العلاجات الحالية.
تتوفر علاجات موجه لعلاج سرطان الثدي والورم النقوي المتعدد والورم اللمفي وسرطان الموثة والميلانوما وأنواع أخرى من السرطان.

## الأجسام المضادة وحيدة النسيلة
الأجسام المضادة وحيدة النسيلة هي مثال واضح على العلاجات الموجهة، وقد حصل العديد منها على ترخيص إدارة الغذاء والدواء الأمريكية ووكالة الأدوية الأوروبية مثل:
- ريتوكسيماب
- بيفاسيزوماب
- سيتوكسيماب
- ترازتوموماب

## الجزيئات الصغيرة
الجزيء الصغير يقصد به المركب ذو الكتلة الجزيئية أقل من 900 دالتون. وهنالك العديد من الجزئيات الصغيرة التي تعد علاجات موجهة منها:
- إيماتينيب
- جيفيتينيب
- إرلوتينيب
- بورتيزوميب